# سيلفيان يفبفر
سيلفيان يفبفر هو لاعب هوكي الجليد كندي، ولد في 14 أكتوبر 1967 في Richmond, Quebec ‏ في كندا.

## وصلات خارجية
- سيلفيان يفبفر على موقع دوري الهوكي الوطني (الإنجليزية)
- سيلفيان يفبفر على موقع قاعة مشاهير الهوكي (لاعب أن.إتش.أل) (الإنجليزية)
- سيلفيان يفبفر على موقع EliteProspects.com (الإنجليزية)
- سيلفيان يفبفر على موقع Eurohockey.com (الإنجليزية)
- سيلفيان يفبفر على موقع HockeyDB.com (الإنجليزية)
- سيلفيان يفبفر على موقع Hockey-Reference.com (الإنجليزية)